# Așchileu
Așchileu es una comuna Rumania

## Ubicación
Está ubicada en el distrito de Cluj. 

## Población
Su población en el censo de 2002 era de 1.858 habitantes.